# Adonea
Adonea is een geslacht van spinnen uit de familie van de fluweelspinnen (Eresidae).

## Soorten
- Adonea algarvensis Wunderlich, 2017
- Adonea algerica (El-Hennawy, 2004)
- Adonea fimbriata Simon, 1873